# Торгошин
Торгошин (бел. Таргошын) — деревня в Голубицком сельсовете Петриковского района Гомельской области Беларуси.
Кругом лес. на юге и западе граничит с национальным парком «Припятский».

## География

### Расположение
В 23 км на юго-запад от Петрикова, 35 км от железнодорожной станции Муляровка (на линии Лунинец — Калинковичи), 213 км от Гомеля.

## Транспортная сеть
Транспортные связи по просёлочной, затем автомобильной дороге Житковичи — Петриков. Планировка состоит из короткой, чуть изогнутой, широтной улицы, застроенной деревянными усадьбами.

## История
По письменным источникам известна с XIX века как селение в Лясковичской волости Мозырского уезда Минской губернии. Согласно переписи 1897 года хутор. В 1932 году организован колхоз. В 1940 г.. Во время Великой Отечественной войны оккупанты в июне 1943 года полностью сожгли деревню и убили 11 жителей. 18 жителей погибли на фронте. Согласно переписи 1959 года в составе совхоза «Голубичский» (центр — деревня Голубица).
До 31 октября 2006 года в составе Снядинского сельсовета.

## Население

### Численность
- 2004 год — 6 хозяйств, 11 жителей.

### Динамика
- 1897 год — 4 двора, 26 жителей (согласно переписи).
- 1908 год — 7 дворов, 45 жителей.
- 1917 год — 62 жителя.
- 1940 год — 27 дворов 89 жителей.
- 1959 год — 97 жителей (согласно переписи).
- 2004 год — 6 хозяйств, 11 жителей.